# Euphorea ondulosa
Euphorea ondulosa is een vlinder uit de familie spinners (Lasiocampidae). De wetenschappelijke naam van deze soort is voor het eerst geldig gepubliceerd in 1909 door Conte.
De soort komt voor in tropisch Afrika.